# 濱紫草
濱紫草（學名：Mertensia maritima subsp. asiatica或）是紫草科濱紫草屬多年生草本植物，原產朝鮮半島、日本、庫頁島、千島群島、堪察加半島、阿留申群島、阿拉斯加。其韓語名為，意思是海邊的紫草。其日語名為，意思是海邊的八寶景天。
一些學者認為濱紫草是海濱紫草的亞種，但也有學者將濱紫草處理成單獨的物種。濱紫草的葉、花、花粉粒均大於海濱紫草，花藥和花柱亦長于海濱紫草。